# Newsreader
Newsreader – program używany do czytania artykułów z usenetowych grup dyskusyjnych. Inne używane w Polsce nazwy newsreaderów to czytnik niusów, czytnik news, czytnik grup dyskusyjnych bądź czytnik grup nowości.
Do newsreaderów należą między innymi:
- 40tude Dialog (Windows)
- Forte Agent / FreeAgent (Windows)
- Gnus – ma duże możliwości i pełna konfigurowalność; rozpowszechniany z edytorem Emacs. (Unix, Windows)
- Gravity (Windows)
- KNode (Linux/KDE)
- Mutt z łatą (ang. patch) nntp (Unix)
- M2 – program wbudowany w przeglądarkę Opera, oprócz obsługi usenetu potrafi obsługiwać również pocztę e-mail. (Unix, Windows)
- News Xpress (Windows)
- Noworyta News Reader (Windows)
- Pierwszy Polski Wątkujący Explorator Niusów (Windows)
- Outlook Express – dostarczany razem z systemem Windows, obsługujący również pocztę elektroniczną
- Pan (Unix)[1]
- Pine (Unix)
- SeaMonkey (Windows, macOS, Linux)
- Slrn (Unix)[1]
- Sylpheed (Windows, macOS[2], Linux, BSD)
- Tamava (Windows/Unix)
- Tin (Unix)
- Thunderbird – obok obsługi usenetu ma również opcję pobierania/wysyłania e-maili. (Windows, macOS, Linux)
- XanaNews – potrafi także pobierać pliki z grup binarnych (Windows)
- Xnews – potrafi także pobierać pliki z grup binarnych.